# Jabal Algarbi (província)
Jabal Algarbi (em árabe: الجبل الغربي‎; romaniz.: Al Ǧabal al Gharbi; lit. "As Montanhas Ocidentais") foi uma província da Líbia. Foi criada em 1963, durante a reforma daquele ano, e seu território correspondia ao de Gadamés e Gariã e Jefrém. Pelo censo daquele ano, havia 155 958 residentes. Em 1969, seu nome foi alterado para Gariã, porém seu território permaneceu inalterado. Em 1973, havia 154 297 residentes. Em 1983, foi abolido e seu território foi dividido em vários distritos.